# یونیتی (اورگن)
یونیتی (به انگلیسی: Unity) شهری در شهرستان بیکر ایالت اورگن است و در سرشماری سال ۲۰۱۱ میلادی، ۷۱ نفر جمعیت داشته که نسبت به سال ۲۰۱۰، −۱٫۴۱ درصد رشد جمعیت داشته‌است.

## موقعیت جغرافیایی
موقعیت جغرافیایی شهرها و مناطق اطراف به شرح زیر است: